# Алингсос
Алингсос (швед. Alingsås) град је у Шведској, у југозападном делу државе. Град је у оквиру Вестра Јеталанд округа и једно од значајнијих средишта округа. Алингсос је истовремено и седиште истоимене општине.

## Природни услови
Град Алингсос се налази у југозападном делу Шведске и Скандинавског полуострва. Од главног града државе, Стокхолма, град је удаљен 450 км југозападно. Од првог већег града, Гетеборга, град се налази 50 км североисточно.
Алингсос се развио на обали шведског језера Мјорн. Град се налази на његовој североисточној обали, на месту где се река Хестен утиче у језеро. Градско подручје је бреговито, са надморском висином од 65-100 м.

## Историја
Подручје Алингсоса било је насељено још у време праисторије. Насеље, које се образовало у средњем веку, добило је градска права 1619. године.
Град је током 17. и 18. века био познат по сукнарству. По пропасти дате гране привреде почиње индустријализација и долази до градње железнице, што је продужило благостање месном становништву. Ово благостање траје и дан-данас.

## Становништво
Алингсос је данас град средње величине за шведске услове. Град има око 24.000 становника (податак из 2010. г.), а градско подручје, тј. истоимена општина има око 38.000 становника (податак из 2012. г.). Последњих деценија број становника у граду расте.
До средине 20. века Алингсос су насељавали искључиво етнички Швеђани. Међутим, са јачањем усељавања у Шведску, становништво града је постало шароликије, али мање него у случају већих градова у држави.

## Привреда
Данас је Алингсос савремени град са посебно развијеном индустријом. Последње две деценије посебно се развијају трговина, услуге и туризам.

## Галерија
- Стари део Алингсоса
- Пешачка зона Алингсоса
- Главна градска црква, Црква свете Христине
- Градски музеј